# Faceless (Album)
Faceless ist das dritte Studioalbum der US-amerikanischen Rockband Godsmack. Es erschien am 14. April 2003 via Republic Records. Mit Faceless erreichte die Band erstmals die Spitzenposition der US-amerikanischen Albumcharts. Alleine in den USA verkaufte sich das Album über 1,5 Millionen Mal und wurde mit Platin ausgezeichnet. Faceless ist das erste Godsmack-Album mit dem Schlagzeuger Shannon Larkin. Die Lieder I Stand Alone und Straight Out of Line erhielten Nominierungen für den Grammy Award.

## Entstehung
Im Jahre 2002 erhielt Sänger Sully Erna das Angebot, den Soundtrack für den Film The Scorpion King zusammenzustellen. Seine eigene Band steuerte das Lied I Stand Alone bei, auf dem Tommy Stewart das Schlagzeug spielte. Nach der Fertigstellung der Aufnahmen und des dazugehörigen Musikvideos entschied die Band, eine Auszeit zu nehmen. Während dieser Pause musste Stewart die Band im beiderseitigen Einvernehmen verlassen. Sein Nachfolger wurde Shannon Larkin, der zuvor bei Bands wie Wrathchild America, Ugly Kid Joe und Amen spielte. Larkin und Erna kennen sich bereits seit dem Ende der 1980er Jahre.
Zur Vorbereitung auf die Aufnahmen mietete die Band ein Haus in Miami, um ungestört arbeiten zu können. Laut Sully Erna hat sich die Band diesmal bewusst von allen Einflüssen ferngehalten, da die Ablenkungen daheim einfach zu viel waren. Für die Musiker wäre es ein großer Luxus gewesen, ein Album ohne Zeitdruck schreiben zu können. Sämtliche Texte und die Musik wurden von Sully Erna geschrieben, während Tony Rombola für die Lieder Changes und Serenity Ideen beisteuerte. Die neuen Lieder fielen laut Erna melodischer, harmonischer und weniger dunkel aus, da er sich nicht mehr so wütend und depressiv fühlte wie in der Vergangenheit.
Die Aufnahmen fanden im Studio The Hit Factory Criteria in Miami statt. Produziert wurde Faceless von Sully Erna und David Bottrill, der zuvor unter anderem mit Bands wie Tool und King Crimson gearbeitet hat. Laut Sully Erna wollte die Band nicht ein weiteres Mal mit Andrew Murdock, der die ersten beiden Alben produzierte, zusammenarbeiten um sich weiterentwickeln zu können. Bottrill’s Hang zum Perfektionismus führte unter anderem dazu, dass Sully Erna das Lied Make Me Believe 50 Mal einsingen musste. Neben I Stand Alone wurden für die Lieder Straight Out of Line und Serenity Musikvideos gedreht.

## Hintergrund
Der Albumtitel Faceless (englisch für gesichtslos) wurde gewählt, weil der Titel laut Sully Erna die Band gut porträtiert. Im Vergleich zu anderen Gruppen wären Godsmack immer noch ein wenig gesichtslos. Die Band wäre noch nie auf den Titelseiten der wirklich großen Magazine gewesen, und es gäbe eine Menge Bands, die zwar erst nach Godsmack rausgekommen sind, aber schon wesentlich höher auf der Karriereleiter stünden. Erna bezeichnete Godsmack als nicht trendige Band und will auch keine solche sein. Ursprünglich sollte das Album Releasing the Demons heißen.
Straight Out of Line handelt von Menschen, die erfolgreiche Zeitgenossen anders betrachten als normale Menschen. Laut dem Bassisten Robbie Merrill warteten eines Tages, nachdem er von einer Tournee nach Hause kam, 20 Leute auf ihn die Autogramme von ihm wollten, nur weil er in einer erfolgreichen Band spielt. Re-Align handelt von einer spiritistischen Sitzung, bei der Erna in ein früheres Leben zurückgeführt wurde. Er habe dabei sehen können, was in seinem früheren Dasein passierte und warum er sterben musste. In I Fucking Hate You geht es um einen Bauunternehmer, dessen Firma Ernas Haus baute und ihn dabei über den Tisch ziehen wollte.
Mit dem Lied Releasing the Demons befasst sich Sully Erna mit Sünden aus seiner Vergangenheit. Der Songtitel war gleichzeitig der Arbeitstitel seiner Autobiografie. I Am befasst sich mit dem Elend des Alkoholmissbrauchs, den Lebensstil der Musiker und der inneren Leere nach einer exzessiven Party. Der Text des Liedes Serenity wurde durch das Buch Ghost Rider: Travels on the Healing Road des Rush-Schlagzeugers Neil Peart inspiriert. Peart verlor Ende der 1990er Jahre in kurzer Zeit seine Tochter und seine Ehefrau und fuhr danach 14 Monate lang alleine auf seinem Motorrad durch die Gegend.

## Rezeption

### Rezensionen
Das Album erhielt von Seiten der Fachpresse überwiegend gute Kritiken. Conny Schiffbauer vom deutschen Magazin Rock Hard lobte Faceless als „das vielfältigste Album der Bandgeschichte“. Matthias Weckmann vom deutschen Magazin Metal Hammer bezeichnete Faceless als „zeitloses, weil nie anbiederndes Stück Rockmusik“ von einer Band, die „unabhängig von allen Trends komponiert“ und gab dem Album sechs von sieben Punkten. Negativ äußerte sich Wade Kergan vom Onlinemagazin Allmusic. Seiner Meinung nach hat die Band die „Pophooks, die ihr Debütalbum so erfolgreich machte, nicht finden können“.

### Musikpreise
Das Lied I Stand Alone wurde 2003 für einen Grammy in der Kategorie Best Hard Rock Performance nominiert. In der gleichen Kategorie wurde ein Jahr später das Lied Straight Out of Line nominiert. Die Preise gingen jedoch an die Foo Fighters bzw. Evanescence. Das US-amerikanische Onlinemagazin Loudwire veröffentlichte im April 2015 eine Liste mit den zehn besten Liedern von Godsmack. In dieser Liste erreichte das Lied I Stand Alone Platz eins und Straight Out of Line Platz vier.

## Kommerzieller Erfolg

### Chartplatzierungen
In den USA wurden in der ersten Woche 269.000 Einheiten des Albums verkauft. Die Single I Stand Alone erreichte Platz 96 der deutschen Singlecharts, während Straight Out of Line Platz 73 der US-amerikanischen Singlecharts erreichte.
| ChartsChartplatzierungen       | Höchstplatzierung | Wochen |
| ------------------------------ | ----------------- | ------ |
| Deutschland (GfK)              | 70 (3 Wo.)        | 3      |
| Vereinigte Staaten (Billboard) | 1 (57 Wo.)        | 57     |

| ChartsJahrescharts (2003)      | Platzierung |
| ------------------------------ | ----------- |
| Vereinigte Staaten (Billboard) | 69          |

### Auszeichnungen für Musikverkäufe
Das Album wurde in den USA mit Platin und in Kanada mit Gold ausgezeichnet. Bis heute wurden in den USA über 1,5 Millionen Exemplare von Faceless verkauft.
| Land/Region               | Auszeichnungen für Musikverkäufe (Land/Region, Auszeichnung, Verkäufe) | Verkäufe  |
| ------------------------- | ---------------------------------------------------------------------- | --------- |
| Kanada (MC)               | Gold                                                                   | 50.000    |
| Vereinigte Staaten (RIAA) | Platin                                                                 | 1.000.000 |